# Werner Krone
Werner Krone (* 22. Juli 1939 in Bremen) ist ein deutscher Politiker (SPD) und er war Mitglied der Bremischen Bürgerschaft.

## Biografie

### Familie, Ausbildung, Beruf
Krone erlernte von 1953 bis 1956 den Beruf eines Maschinenschlossers bei einer Raffinerie in Bremen. Er war danach bei der Firma bis 1975 als Maschinenbauer tätig und hier auch zeitweise Mitglied des Betriebsrates. In dieser Zeit wurde er Maschinenbaumeister und absolvierte die Ausbildung zum Fachmann für das Schweißen.
 
1976 gründete er in Bremen ein Maschinenbauunternehmen und er war geschäftsführender Gesellschafter bis zum Rentenalter.
Er wohnt aktuell in Bremen-Findorff, ist verheiratet und hat einen Sohn.

### Politik
Er wurde 1971 Mitglied der SPD in Oslebshausen. Hier war er im Vorstand aktiv.

Um 1976 bis 1987 war er Mitglied im Stadtteilbeirat Gröpelingen und dort im Bauausschuss, dessen Sprecher er zeitweise war.

Er war von 1987 bis 1991 und 1995 bis 1999 Mitglied der 12. und 14. Bremischen Bürgerschaft sowie Mitglied verschiedener Deputationen u. a. der für Wirtschaft. In der 13. Bürgerschaftsperiode war er Deputierter.

### Weitere Mitgliedschaften
Krone war Mitglied der Gewerkschaft IG Chemie-Papier-Keramik. Er war ehrenamtlich als Schöffe, für den Deichverband und in Vereinen aktiv und er war/ist Mitglied der Arbeiterwohlfahrt (AWO), des Arbeiter-Samariter-Bundes (ASB), beim Sportverein Grambke-Oslebshausen und in TuRa Bremen in Gröpelingen. 